# Wintrebertella
Wintrebertella is een geslacht van rechtvleugeligen uit de familie Euschmidtiidae. De wetenschappelijke naam van dit geslacht is voor het eerst geldig gepubliceerd in 1964 door Descamps.

## Soorten
Het geslacht Wintrebertella  is monotypisch en omvat slechts de volgende soort:
- Wintrebertella centralis (Descamps, 1964)